# Mixture Rock
Mixture Rock（中文：混合搖滾，日語：ミクスチャー・ロック）由日本開始發展，並且主要為日本的搖滾音樂類型，也因此「ミクスチャー（mixture）ロック（rock）」這個詞語為和製英語，以及，基本上在日本以外的地區並不通用。
在其他國家，這音樂風格可能被視為跨界音樂（crossover）或融合音樂（fusion）。

## 概要
Mixture Rock直譯為「將多種音樂類型混合而成的搖滾」，但在日本的音樂業界中，通常被廣泛用作 Rap Rock（饒舌搖滾）或 Rap Metal（饒舌金屬）的別稱。「Mixture」本身所包含的「多種音樂類型混合」的意思相對較弱，而更多是指「結合黑人音樂（Rap、Hip-Hop、Reggae）與搖滾」的範圍。  
在全球內，用來指出代表這種音樂形態的類別名稱有 Funk Rock 或 Funk Metal 等。像 Rick Derringer、Redbone以及 INXS等樂隊的 Funk Rock 風格出現在1970 至 1980 年代。雖然音樂性質類似，但這些類別名稱比 Mixture Rock 更早出現，因此以「時代」作為區分標準，兩者有所不同。
在 1980 年代末至 1990 年代以後的另類搖滾（Alternative Rock）運動中，美國出現了「結合 Funk、Hip-Hop與Rock音樂特性的樂隊」，這些樂隊在當地引起話題。而當唱片公司將這些樂隊的音樂引入日本時，使用了Mixture Rock 這個詞，這比起另類搖滾更能被日本人接受。  

## 饒舌搖滾
饒舌搖滾（Rap-Rock）是以搖滾為基礎，加入饒舌元素的音樂類型，與另類搖滾交融的類型，並衍生出饒舌核（Rap-Core）和饒舌金屬（Rap-Metal）等子類別。  
雖然被稱為加入饒舌元素的搖滾，但與其說是融合了Rap或Hip-Hop，不如說是與Funk進行融合的樂團（如Fishbone、Red Hot Chili Peppers等），或與Reggae和Ska融合的樂團也常被納入其中。嚴格來說，這類型可以被定義為「將黑人音樂和饒舌的韻律感融入搖滾的1980年代之後的樂團」。  
其中，特別是將重金屬加入饒舌元素的樂團被稱為饒舌金屬，而將硬核龐克（Hardcore Punk）加入饒舌元素的樂團則被稱為饒舌核心（Rap-Core）。廣義上，饒舌搖滾包含了這些子類別的全部範疇。  
在1980年代，美國樂壇的搖滾與龐克搖滾音樂人，如Beastie Boys等，與嘻哈音樂人共同舉辦巡演，在此過程中，逐漸將Hip-Hop融入搖滾，形成了可稱為饒舌搖滾雛形的音樂風格。有些觀點也將Vanilla Ice或3rd Bass視為此類型的一部分。  
到了1990年代，Red Hot Chili Peppers和Rage Against the Machine等樂團在全美範圍內取得成功，饒舌搖滾的規模也逐漸擴大。在日本，Super Junky Monkey出道後，不僅在日本，甚至在美國更早受到關注，曾登上《Billboard》的報導版面等，取得了一定的影響力。  

## 饒舌金屬
饒舌金屬（Rap-metal）是一種以重金屬為基礎，加入饒舌和唱盤等嘻哈元素的音樂風格。有時也被稱為饒舌核（Rap-core）。
在1980年代，以鞭擊金屬樂隊Anthrax與嘻哈團體Public Enemy的合作為代表，饒舌金屬的場景起源於重金屬樂隊與嘻哈團體的合作。
到了1990年代後期，Limp Bizkit創下了大熱的紀錄，這成為饒舌金屬風格迅速被音樂場景認知的契機。

## 資料來源
1. ↑  . AllMusic.   [2025-01-10]. （原始内容存档于2017-11-26） （英语）.
2. ↑  . Last.fm.   [2025-01-10] （英语）.
3. ↑  . Complex.   [2025-01-10]. （原始内容存档于2023-08-04） （英语）.